# Jean-Marie Gelin
Pour les articles homonymes, voir Gelin.
Jean-Marie Gelin, né le 28 janvier 1740 à Champlecy (Charolais, actuel département de Saône-et-Loire), mort le 26 décembre 1802 à Charolles, est un homme politique de la Révolution française.

## Biographie
Fils d'André G., bourgeois de Champlecy, Jean-Marie Gelin est notaire royal et conseiller contrôleur au bailliage de Charolles.  

### Mandat à la Législative
La France devient une monarchie constitutionnelle en application de la constitution du 3 septembre 1791. Le même mois, Jean-Marie Gelin, alors administrateur de Saône-et-Loire, est élu député du département, le quatrième sur onze, à l'Assemblée nationale législative.  
Il siège sur les bancs de la gauche de l'Assemblée. Dès le début de son mandat, il est admis au sein du club des Jacobins. En février 1792, il vote en faveur de la mise en accusation de Bertrand de Molleville, le ministre de la Marine. En avril, il vote pour que les soldats du régiment de Châteauvieux, qui s'étaient mutinés lors de l'affaire de Nancy, soient admis aux honneurs de la séance. En août, il vote en faveur de la mise en accusation du marquis de La Fayette.  
La monarchie prend fin à l'issue de la journée du 10 août 1792 : les bataillons de fédérés bretons et marseillais et les insurgés des faubourgs de Paris prennent le palais des Tuileries ; Louis XVI est suspendu et incarcéré à la tour du Temple avec sa famille.  

### Mandat à la Convention
En septembre 1792, Jean-Marie Gelin est réélu député de Saône-et-Loire, le premier sur onze à la Convention nationale. Il siège sur les bancs de la Montagne. Lors du procès de Louis XVI, il vote la mort et rejette l'appel au peuple et le sursis à l'exécution. En avril 1793, il est absent lors du scrutin sur la mise en accusation de Jean-Paul Marat. En mai de la même année, il est également absent lors du scrutin sur le rétablissement de la Commission des Douze. Après la chute de Robespierre, Gelin siège parmi les « derniers montagnards » ; il signe la demande d'appel nominal lors de l'insurrection du 12 germinal an III.  

### Sous le Directoire
En germinal an VI (avril 1798), Jean-Marie Gelin est élu député de Saône-et-Loire au Conseil des Anciens. Son élection est invalidée par la loi du 22 floréal an VI qui écarte du Conseil des Anciens et du Conseil des Cinq-Cents une centaine de députés de tendance jacobine. 

## Sources
- « Jean-Marie Gelin », dans Adolphe Robert et Gaston Cougny, Dictionnaire des parlementaires français, Edgar Bourloton, 1889-1891 [détail de l’édition]